# Dance Singles Sales
Dance Singles Sales (раніше відомий як Hot Dance Music/Maxi-Singles Sales) — музичний хіт-парад США, видаваний журналом Billboard, в який входять пісні в стилі танцювальної музики і ремікси за критерієм кількості продажів. Раніше чарт був відомий як Hot Dance Music/Maxi-Singles Sales, і критерії включення музичних композицій були обмежені форматами максі-сингл 12" і CD максі-сингл.
Dance Singles Sales раніше включав і не танцювальні композиції, якщо вони були видані у форматі максі-синглу, наприклад композиції метал-групи Ministry і рок-групи The Smiths, в результаті було вирішено змінити критерії включення і назва хіт-параду.